# Paul Sintenis
Paul Ernst Emil Sintenis (ur. 4 czerwca 1847 w Zawidowie, zm. 6 marca 1907 w Jeleniej Górze) – niemiecki botanik, zawodowy zbieracz roślin.
Urodził się w rodzinie lekarza, uczęszczał do gimnazjum w Zgorzelcu, a po jego ukończeniu w 1863 uczył się zawodu w różnych aptekach. W tym czasie zaczął zbierać, preparować i przekazywać naukowcom okazy roślin śląskich oraz informacje o ich występowaniu. Tematyką tą, z przerwami, zajmował się prawie do śmierci. W latach 70. XIX w. odbył studia farmaceutyczne na Uniwersytecie Wrocławskim, po których przez krótki czas pracował jako aptekarz. Od 1880 r. zaczął pracować jako zawodowy zbieracz roślin do zielników, sprzedając je następnie badaczom i instytucjom naukowym oraz muzealnym. W tym celu odbył szereg wypraw:
- w 1800 na Cypr,
- w 1801 do północnych Włoch i Dalmacji,
- w 1802 na wybrzeża Turcji w rejonie dzisiejszej prowincji Çanakkale,
- w 1884-1887 na Portoryko,
- 1888 - 1896  - parę wypraw do Turcji i Grecji,
- przełom XIX/XX w. do Turkmenii i terenów przyległych.

Nazwiskiem Sintenisa nazwano przeszło 200 nowych gatunków roślin. Choć sam Sintenis nie opracowywał swoich materiałów naukowo, to niektórzy badacze korzystający z jego zbiorów do ustanowienia nowego gatunku podawali go jako współautora ustanawianego gatunku. Dlatego Sintenis jest współkreatorem w niektórych nazwach gatunkowych, np. Echinophora chrysantha Freyn & Sintenis, 1892.
Oprócz ekspedycji botanicznych przebywał też od 1872 do 1875 w Dobrudży, gdzie wraz z bratem Maxem prowadził inwentaryzację i preparację miejscowych ptaków, a wyniki obserwacji bracia opublikowali w 1877 r.